# Unholy
Unholy és el segon àlbum d'estudi pel grup alemany de metal Brainstorm, publicat el 1998.

## Llista de cançons
Totes les cançons són escrites i arranjades per Brainstorm (excepte "Wooly Bully": música & lírica per Domingo Samudio).
1. MCMXCVIII - 2:28
2. Holy War - 3:53
3. Here Comes the Pain - 3:50
4. Voices - 6:29
5. The Healer - 4:13
6. Don't Stop Believing - 6:50
7. Heart of Hate - 5:30
8. Rebellion - 5:46
9. For the Love of Money - 5:29
10. Love is a Lie - 6:44
11. Into the Fire - 4:11
12. Dog Days Coming Down - 5:22

Cançons extra:
1. Wooly Bully (algunes còpies)
2. Up From the Ashes (publicació japonesa)

## Formació
- Marcus Jürgens - Cantant
- Torsten Ihlenfeld - Guitarra & Veu de fons
- Milan Loncaric - Guitarra & Veu de fons
- Andreas Mailänder - Baix
- Dieter Bernert - Bateria

Músics addicionals:
- Michael Rodenberger - Teclat
- Uwe Hörmann - Guitarra
- Harald Sprengler - Veu de fons

## Curiositats
- El 23 de març del 2007, aquest àlbum i Hungry van ser remasteritzats i tornats a publicar per Century Media amb 4 cançons extres.